# Matvej Lukin
Matvej Vladislavovič Lukin (in russo Матвей Владиславович Лукин?; Sergiev Posad, 27 aprile 2004) è un calciatore russo, difensore del CSKA Mosca.

## Carriera

### Club
Lukin è cresciuto nel settore giovanile del CSKA Mosca ed ha debuttato in prima squadra il 31 agosto 2022 nell'incontro di Kubok Rossii vinto 2-0 contro il Torpedo Mosca. Il 29 ottobre seguente ha esordito anche in Prem'er-Liga, contro la Lokomotiv Mosca, ricevendo anche il premio di migliore in campo.

### Nazionale
Ha giocato nelle nazionali giovanili russe Under-16, Under-17, Under-19 ed Under-21.

## Statistiche

### Presenze e reti nei club
Statistiche aggiornate al 5 agosto 2024.
| Stagione        | Squadra         | Campionato      | Campionato | Campionato | Coppe nazionali | Coppe nazionali | Coppe nazionali | Coppe continentali | Coppe continentali | Coppe continentali | Altre coppe | Altre coppe | Altre coppe | Totale | Totale | Totale |
| Stagione        | Squadra         | Comp            | Pres       | Reti       | Comp            | Pres            | Reti            | Comp               | Pres               | Reti               | Comp        | Pres        | Reti        | Pres   | Reti   |        |
| --------------- | --------------- | --------------- | ---------- | ---------- | --------------- | --------------- | --------------- | ------------------ | ------------------ | ------------------ | ----------- | ----------- | ----------- | ------ | ------ | ------ |
| 2022-2023       | CSKA Mosca      | PL              | 2          | 0          | CR              | 1               | 0               |                    | -                  | -                  |             | -           | -           | 3      | 0      |        |
| 2023-2024       | CSKA Mosca      | PL              | 5          | 0          | CR              | 6               | 0               |                    | -                  | -                  | SR          | 0           | 0           | 11     | 0      |        |
| 2024-2025       | CSKA Mosca      | PL              | 9          | 2          | CR              | 8               | 0               |                    | -                  | -                  |             | -           | -           | 17     | 2      |        |
| Totale carriera | Totale carriera | Totale carriera | 16         | 2          |                 | 15              | 0               |                    | -                  | -                  |             | 0           | 0           | 31     | 2      |        |

## Palmarès

### Club

#### Competizioni nazionali
- Coppa di Russia: 2

CSKA Mosca: 2022-2023, 2024-2025
- Supercoppa di Russia: 1

CSKA Mosca: 2025